# Vaskapu II. vízerőmű
A Vaskapu II. vízerőmű (románul: Porțile de Fier II, szerbül: Ђердап II / Đerdap II) a Duna Vaskapu-szorosán, a román–szerb határon, a Vaskapu I. vízerőmű alatt működik. Ez az utolsó vízerőmű a fekete-tengeri Duna-delta előtt.

## Története
A mindkét ország által egyformán használt gát tervezése 1977-ben, üzemeltetése pedig 1984-ben kezdődött. Az indulás évében a szűk keresztmetszeti kapacitás 432 MW volt a 16 turbinára. Mindkét országhoz nyolc-nyolc, egyenként 27 MW-os turbinát szereltek. A műszaki korszerűsítések során a következő években további két turbinát telepítettek a román oldalon, és az összes turbina teljesítményét 28 MW-ra, összesen 280 MW-ra növelték. A szerb oldalon szintén további két turbinát telepítettek, de a turbinánkénti teljesítmény változatlan maradt, így az erőmű szerb oldalának összteljesítménye 270 MW maradt. A teljes folyamkeresztmetszet teljesítménye összesen 550 MW (2011-től).
Az erőművön 1992 után közúti híd épült.

## Jellemzők

### Közúti híd
A közúti híd a Duna főágát hidalja át. 1123 méteres teljes hosszúságát 34 nyílás adja, melyből a legnagyobb, 40 m-es a hajózózsilip felett található. Nyílásonként négy feszített vasbeton gerendából áll. 7,5 m széles útpálya, valamint 1,5 ill. 1,0 m széles járdák vezetnek rajta.

## Forgalom
Az erőmű gátját 2011 vége óta használják határátkelőként Szerbia és Románia között.

## Fordítás
Ez a szócikk részben vagy egészben  a   Kraftwerk Eisernes Tor 2 című német Wikipédia-szócikk ezen változatának fordításán alapul.  Az eredeti cikk szerkesztőit annak laptörténete sorolja fel. Ez a jelzés csupán a megfogalmazás eredetét és a szerzői jogokat jelzi, nem szolgál a cikkben szereplő információk forrásmegjelöléseként.